# Istituto centrale per il patrimonio immateriale
L'Istituto centrale per il patrimonio immateriale (in acronimo ICPI), noto fino al 2019 come Istituto centrale per la demoetnoantropologia (in acronimo ICDE o IDEA), è un ente pubblico italiano e istituto centrale del Ministero della cultura che si occupa della valorizzazione del patrimonio immateriale e delle espressioni delle diversità culturali.
Ha sede a Roma presso il palazzo delle Tradizioni popolari, già sede del Museo nazionale delle arti e tradizioni popolari.

## Storia

Logo dell'Istituto centrale per la demoetnoantropologia.

L'istituto è nato come Istituto centrale per la demoetnoantropologia ai sensi del decreto del Presidente della Repubblica del 26 novembre 2007, n. 233 per la riorganizzazione del Ministero per i beni e le attività culturali (MiBAC), a cui ha fatto seguito il decreto ministeriale di ordinamento dell'istituto del 7 ottobre 2008 che l'ha incluso nella Direzione generale per i beni architettonici, storico-artistici ed etnoantropologici. L'istituto è subentrato al Museo nazionale delle arti e tradizioni popolari, poi confluito nel Museo delle civiltà, ed è stato successivamente trasferito alla Direzione generale archeologia, belle arti e paesaggio.
Con l'emanazione del decreto del Presidente del Consiglio dei ministri 2 dicembre 2019, n. 169 è stato ridenominato Istituto centrale per il patrimonio immateriale e riorganizzato con decreto ministeriale 3 febbraio 2022, n. 46.

## Organizzazione
L'istituto è posto sotto la Direzione generale archeologia, belle arti e paesaggio (ABAP) del Ministero della cultura e ha sede a Roma presso il palazzo delle Tradizioni popolari, che ospitava il Museo nazionale delle arti e tradizioni popolari in piazza Guglielmo Marconi, 10, nel quartiere Europa.
Al vertice dell'istituto è posto un direttore, che viene individuato nel titolare della struttura dirigenziale di livello generale da cui dipendono. Il direttore è Leandro Ventura, in carica dal 14 luglio 2020. Oltre al direttore l'istituto è dotato di un consiglio di amministrazione e di un comitato scientifico, la cui composizione non è stata tuttavia definita.
L'istituto conserva i seguenti archivi:
- archivio di antropologia visiva: conserva documenti dal 1939 in poi relativi a tradizioni italiane e in parte a culture extra-europee; include inoltre un fondo cinematografico con diversi documentari realizzati, tra gli altri, da Luigi Di Gianni, Michele Gandin, Cecilia Mangini e Gianfranco Mingozzi;[6]
- archivio fotografico: conserva circa 140000 fotografie provenienti da numerosi fondi diversi tra loro tra cui quello "storico" organizzato dal 1911 al 1950 e composto dalle immagini che accompagnavano i reperti destinati al Museo di etnografia italiana di Firenze. Tra gli autori delle fotografie conservate figurano: la ditta fratelli Alinari, Giacomo Brogi, Romualdo Moscioni, Carlo Naya, Luigi Guida, Alphonse Bernoud, Giorgio Sommer, Annabella Rossi e Chiara Samugheo;[7]
- archivio sonoro: conserva oltre 2700 supporti audio tra nastri e dischi relativi al patrimonio orale ed etnomusicale. L'archivio è nato intorno al 1960 grazie al lavoro dell'antropologa Annabella Rossi e contiene prevalentemente registrazioni del suo lavoro, anche in collaborazione con Roberto De Simone e Gianfranco Mingozzi;[8]
- archivio storico: conserva la documentazione relativa alla prima mostra di etnografia italiana del 1911, organizzata dall'etnologo Lamberto Loria;[9]
- gabinetto delle stampe: conserva oltre 14000 stampe la cui raccolta è iniziata nei primi anni del XX secolo ad opera di Lamberto Loria con la collaborazione di Francesco Novati e Achille Bertarelli.[10]

L'istituto cura inoltre un'ampia biblioteca che conta oltre 30000 tra volumi e periodici, 3700 libretti e 7400 fogli di letteratura popolare, 3800 opuscoli ed un'emeroteca composta da numerosi ritagli di giornale.